# Shi (cesarzowa)
Shi (chiń. 史皇后) – druga żona cesarza Chin Wang Manga.
Przyszła cesarzowa Shi była córką urzędnika Shi Chena.
Shi wyszła za mąż za cesarza Wang Manga około wiosny 23 roku, kiedy wiadomo było, że założona przez niego dynastia Zhao upadnie. Małżeństwo cesarza było ostatnim z szeregu aktów propagandowych, które miały na celu pokazać pewność jego panowania.
Na jesień tego samego roku chłopi należący do rebelii zdobyli stolicę i przywrócili panowanie dynastii Han. Cesarz zmarł w czasie bitwy w płonącym pałacu Weiyang. Nie wiadomo co się stało z jego żoną.